# Биргит Нилсон
Биргѝт Нѝлсон (на шведски: Birgit Nilsson, звук) е шведска оперна певица, сопран.
Родена е в селско семейство във Вестра Каруп, Сконе на 17 май 1918 година. Завършва Кралската музикална академия в Стокхолм.
През 1946 година дебютира в Кралската опера. През следващите години се утвърждава сред водещите сопранови певици в света. Най-известна е с изпълненията си на опери на Рихард Вагнер и Рихард Щраус.
Биргит Нилсон умира на 25 декември 2005 година в Бярльов.